# Relations entre l'Angola et le Brésil
Les relations entre l'Angola et le Brésil sont les relations extérieures entre la république d'Angola et la république fédérative du Brésil.

## Histoire
Le Brésil a été le premier pays à reconnaître l'indépendance de l'Angola, en novembre 1975. L'ambassade du Brésil à Luanda a été créée en décembre 1975.